# تشارلز باور (مصور سينمائي)
تشارلز باور (بالفرنسية: Charlie Bauer)‏ هو مصور سينمائي فرنسي، ولد في 26 فبراير 1904 في الدائرة الحادية عشرة في باريس في فرنسا، وتوفي في 22 يونيو 1975 في Bry-sur-Marne ‏ في فرنسا.

## وصلات خارجية
- تشارلز باور على موقع IMDb (الإنجليزية)
- تشارلز باور على موقع ألو سيني (الفرنسية)
- تشارلز باور على موقع أول موفي (الإنجليزية)
- تشارلز باور على موقع قاعدة بيانات الفيلم (الإنجليزية)
- تشارلز باور على موقع كينوبويسك (الروسية)